# Épaulard (sous-marin)

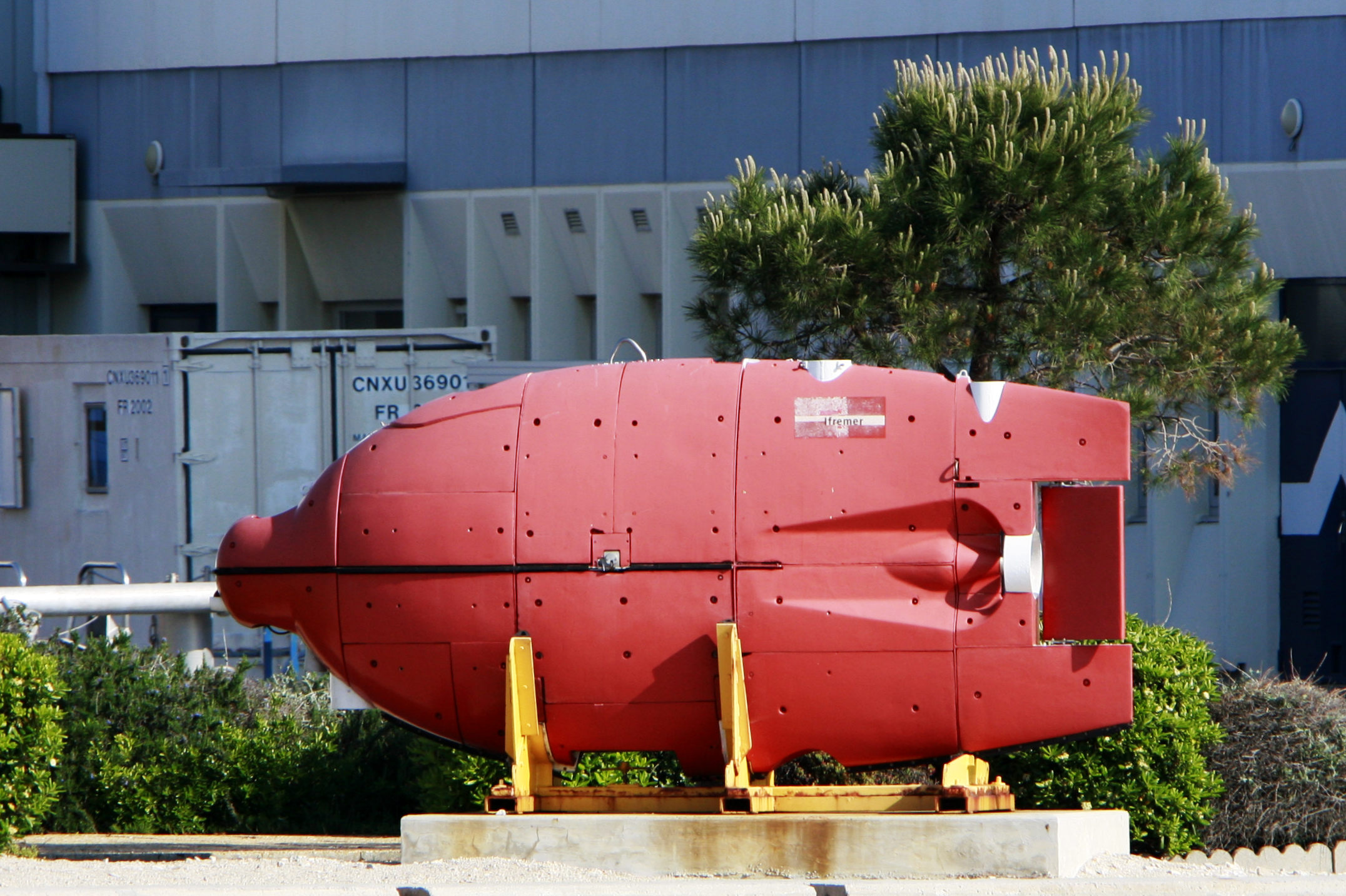
L’Épaulard, à La Seyne-sur-Mer

Fabriqué en 1980 par les sociétés ECA et CIT Alcatel pour le Centre national pour l'exploitation des océans (CNEXO), l’Épaulard a été le premier submersible inhabité au monde capable d'explorer les fonds jusqu'à 6 000 m avec une autonomie de sept heures environ. Il a été désarmé en 1991.
Il a été conçu pour l'exploration photographique des fonds sous-marins.
Il navigue à altitude constante sur le fond, piloté par commande à distance et positionné grâce à une mini-base. Il possède un propulseur vertical qui lui permet de franchir les obstacles. Il prend des photographies continues du fond à hauteur constante.